# کیهاچیرو کاواموتو
کیهاچیرو کاواموتو (川本 喜八郎 Kawamoto Kihachirō, ۱۱ ژانویه ۱۹۲۵ – ۲۳ اوت ۲۰۱۰) یک کارگردان فیلم، فیلم‌نامه‌نویس، عروسک‌ساز و انیماتور اهل ژاپن بود. وی بین سال‌های ۱۹۶۸ تا ۲۰۰۵ میلادی فعالیت می‌کرد.
یکی از دلایل شهرت بین‌المللی او، ساختِ عروسک‌هایِ مجموعهٔ «افسانه سه برادر» و همچنین «داستان هیکه» است.
کاواموتو از شاگردانِ «یرژی ترونکا»، «تاداهیتو موچیناگا» و «سو ماتسویاما» بود.
وی بابت آثارش برندهٔ جوایز گوناگونی همچون جایزه آنی و جایزهٔ وینزر مک‌کی شده است.
از دیگر آثار او می توان به کتاب مردگان و روزهای زمستان اشاره کرد.